# Roman Kukleta
Roman Kukleta (né le 22 décembre 1964 à Brno en Tchécoslovaquie, et mort 26 octobre 2011 à Brno en République tchèque) est un joueur de football tchécoslovaque (tchèque).